# Kathekhola
Kathekhola (en népalais : काठेखोला) est une municipalité rurale du Népal située dans le district de Baglung. Au recensement de 2011, elle comptait 22 865 habitants.
Elle regroupe les anciens comités de développement villageois de Malika, Rajkut, Palakot, Harichaur, Singana, Bhakunde et une partie de l'ancienne municipalité de Baglung.